# Ховея Форстера
Ховея Форстера (Howea forsteriana Becc.) — широко распространённая в комнатной культуре пальма из семейства пальмовых. Родом с острова Лорд-Хау вблизи побережья Австралии. Растёт на скалах на высоте до 300 м над уровнем моря. Это стройная пальма со стволом покрытым лиственными рубцами в виде колец. Листья перистые, дуговидно не изогнутые. Снизу покрыты мелкими точками, темно-зелёные, сегменты листика длинные, расположены горизонтально, слегка поникают. Ствол у основания расширенный. В культуре хорошо переносит сухость воздуха. В условиях оранжереи цветёт, плодоносит.